# 도요사카촌 (아이치현 하즈군)
도요사카촌(豊坂村)은 아이치현 하즈군에 설치되었던 촌이다. 현재의 누카타군 고타정 서부에 해당한다.